# George Fennell Robson
George Fennell Robson (1788-1833) est un aquarelliste anglais.

## Biographie
Il est l'un des 23 enfants de John Robson (1739–1824) par sa seconde épouse, Charlotte, fille aînée de George Fennell, et est né à Durham en 1788. Son père, marchand de vins, est originaire d'Etterby, près de Carlisle. Il reçoit une instruction en dessin d'un M. Harle de Durham. En 1806, il se rend à Londres avec 5 £ en poche .

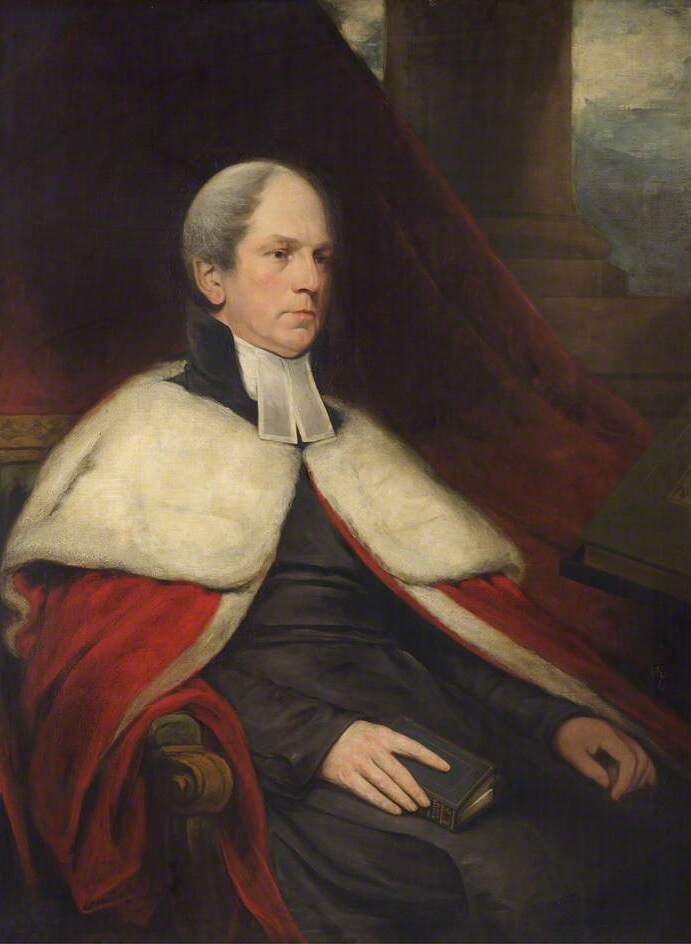
Christophe Wordsworth

Robson commence à exposer à la Royal Academy en 1807, en 1810 des paysages dans la galerie Bond Street des Associated Painters, dont il est membre, et en 1813 avec la Society of Painters in Oil and Watercolours. Lors de la réunion anniversaire du 30 novembre 1819, il est élu président de la dernière société, pour un an .
Robson est membre honoraire de la Sketching Society, mais une faiblesse de la vue l'empêche de dessiner lors de leurs réunions du soir. Une réunion de la société pour dire adieu à Charles Robert Leslie lors de son départ pour l'Amérique a lieu dans sa maison, 17 Golden Square, le jeudi 22 août 1833. Le mercredi suivant, il s'embarque sur le SS James Watt, pour rendre visite à ses amis du nord, et se trouve à Stockton-on-Tees le 31, souffrant d'inflammation. Il meurt chez lui à Londres le 8 septembre et est enterré dans le cimetière de St. Mary-le-Bow dans sa ville natale de Durham .

## Œuvres

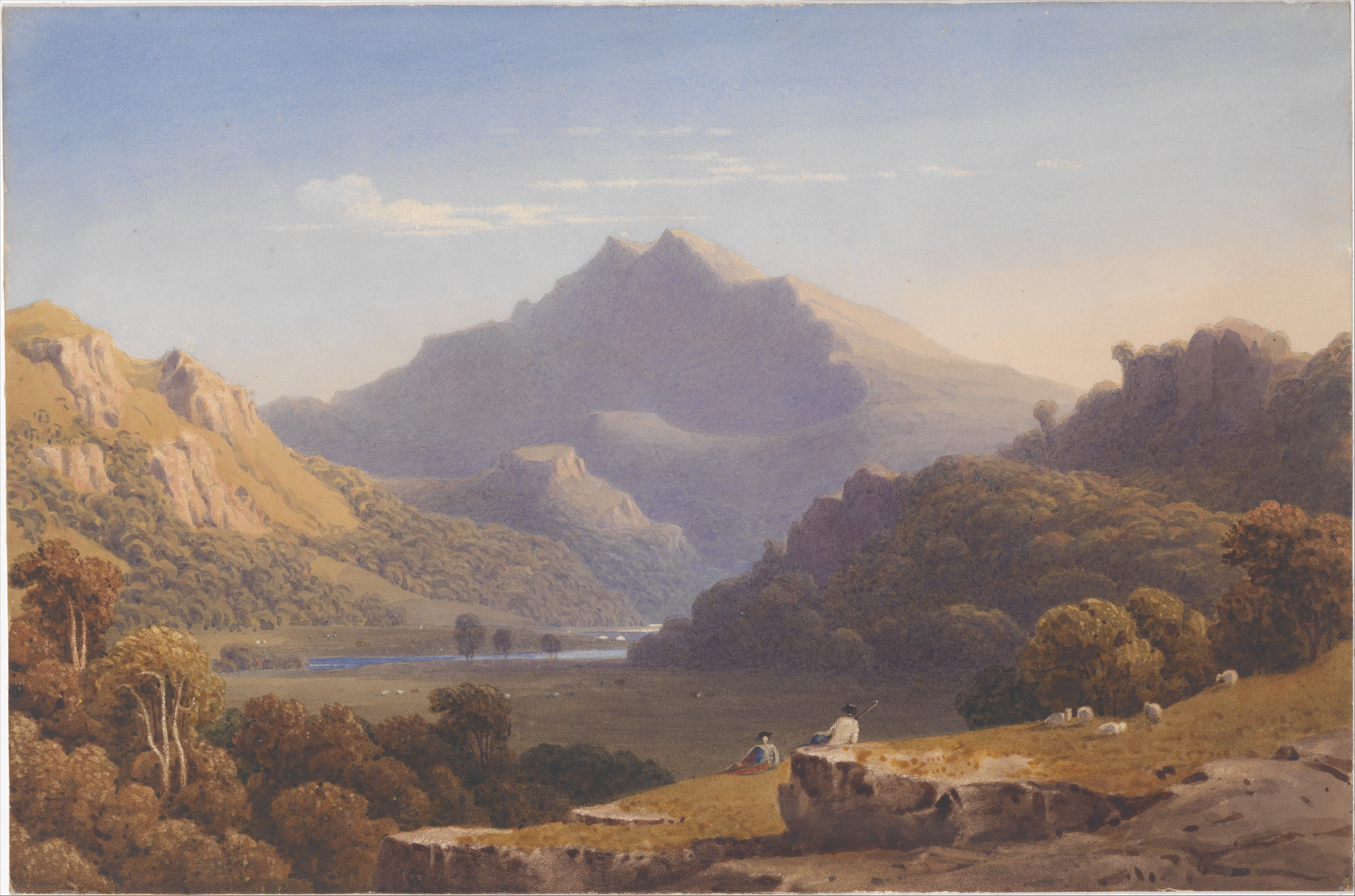
Snowdon de Llyn Nantlle

Robson publie en 1808 une estampe de Durham, dont les bénéfices lui permettent de visiter l’Écosse. En 1811 et 1812, il expose des dessins des Trossachs et du Loch Katrine et en 1814 publie Scenery of the Grampians, avec quarante paysages de montagne, gravés par Henry Morton d'après ses dessins. De 1813 à 1820, il contribue, en moyenne, par vingt dessins par an à l'exposition de la Oil and Watercolour Society, principalement des hautes terres du Perthshire, mais comprenant également des scènes de Durham, de l'île de Wight et du Pays de Galles .
Lorsqu'en 1821 la Society of Painters in Oil and Watercolours, aujourd'hui la Royal Watercolour Society of Painters, exclut les peintures à l'huile, Robson contribue 26 dessins à l'exposition de cette année-là. Entre 1821 et 1833, il y expose 484 œuvres .

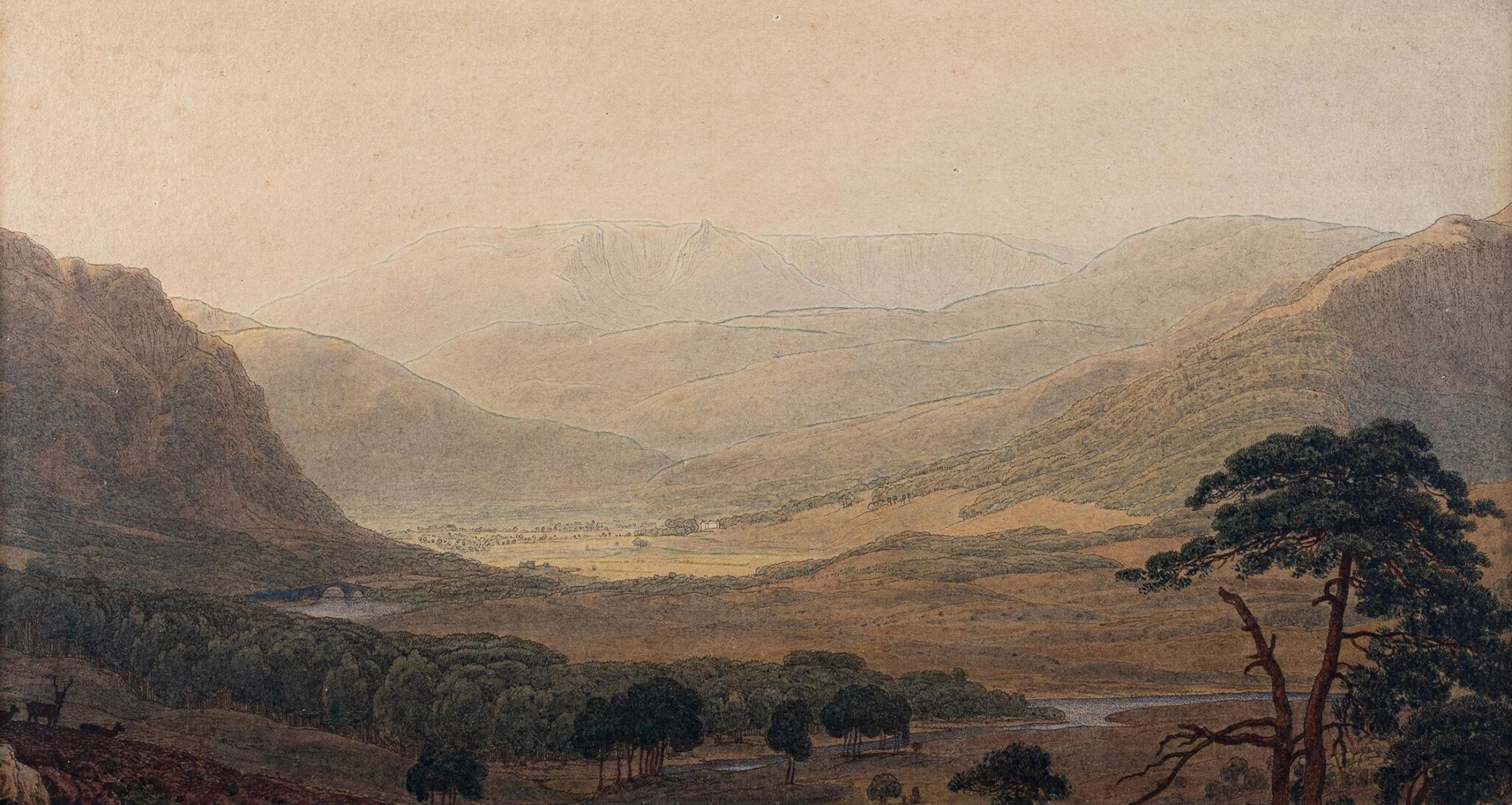
Braemar, Ben y Bourd, du sud d'Invercauld

Les dessins de Robson, outre ceux des hautes terres écossaises et des villes anglaises, comprennent des vues des lacs anglais et du lac Killarney, Hastings, l'île de Wight et d'autres endroits, principalement dans le Berkshire et le Somerset. Parmi les «Vues pittoresques des villes d'Angleterre», publiées par John Britton en 1828, 32 sont de Robson. Cette année-là, il achète un dessin, de Joshua Cristall, du Songe d'une nuit d'été, découpe les groupes, les pose sur des feuilles de papier séparées et demande à d'autres artistes, dont George Barret le jeune, de leur peindre des fonds. Il expose deux de ces "compositions" en collaboration avec Cristall et Barret ; et offense Cristall.
De 1829 à 1833, Robson travaille avec Robert Hills, le peintre animalier. Son principal talent est le traitement des paysages de montagne sous de larges effets d'ombre et de lumière .